# Клайн, Джордж
Джордж Эллиотт Данбар Клайн (англ. George E(lliott) D(unbar) Clyne; ? — ноябрь 1984) - гренадский государственный деятель, главный министр Гренады (1961).

## Биография
Получил юридическое образования, работал по специальности.
Как политический деятель представлял Объединённую лейбористскую партию Гренады, был сподвижником Эрик Гейри.
В марте-августе 1961 г. — главный министр Гренады. 
В 1967—1973 гг. — спикер Палаты представителей Гренады.